# Элла (король Суссекса)
Элла (др.-англ. Ælle, англ. Aelle, Ella; умер в VI веке) — первый король южных саксов (Суссекса). Согласно «Англосаксонской хронике», он в 477 году прибыл в Британию вместе с тремя сыновьями, основав королевство Суссекс. Беда Достопочтенный и «Аглосаксонская хроника» называют Эллу первым из англосаксонских правителей, обладавших верховной властью над всеми землями к югу от реки Хамбер. Год его смерти в «Англосаксонской хронике» не указывается, но хронист XII века Генрих Хантингдонский в своей «Истории Англов» указал, что Элла умер около 514 года. Современные исследователи полагают эту информацию недостоверной. Кроме того, по мнению современных историков, правление Эллы скорее стоит отнести не к концу V — началу VI века, а к более позднему периоду.
Неизвестно, основал ли Элла королевскую династию; после его смерти известия о правителях Суссекса надолго пропадают. Следующим достоверным королём Суссекса является Этельвальк, правивший во второй половине VII века.

## Источники для биографии

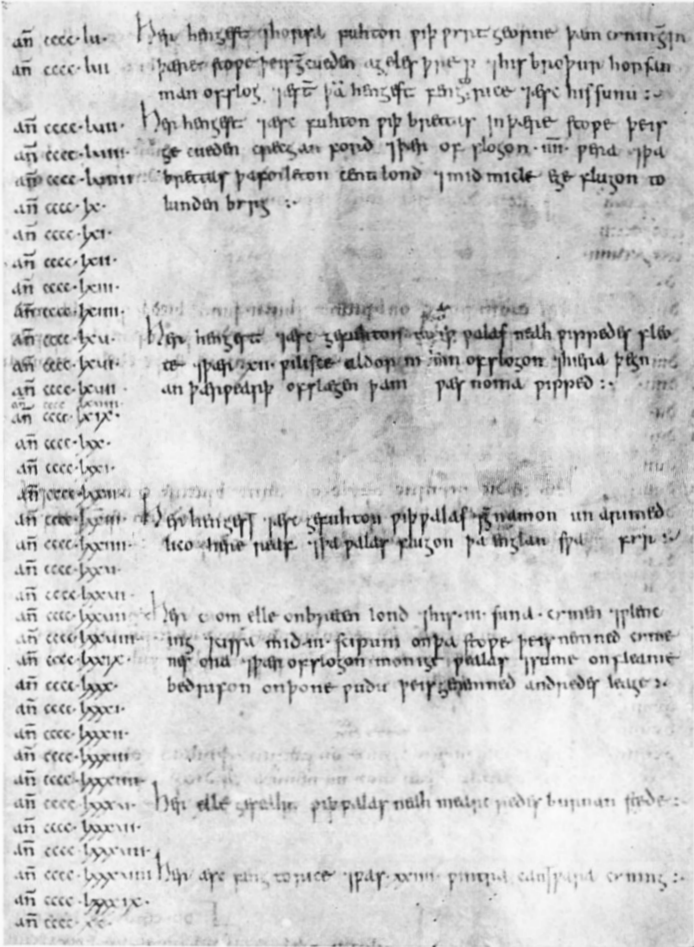
Страница «Англосаксонской хроники», в которой упоминается имя Эллы

## Исторический контекст

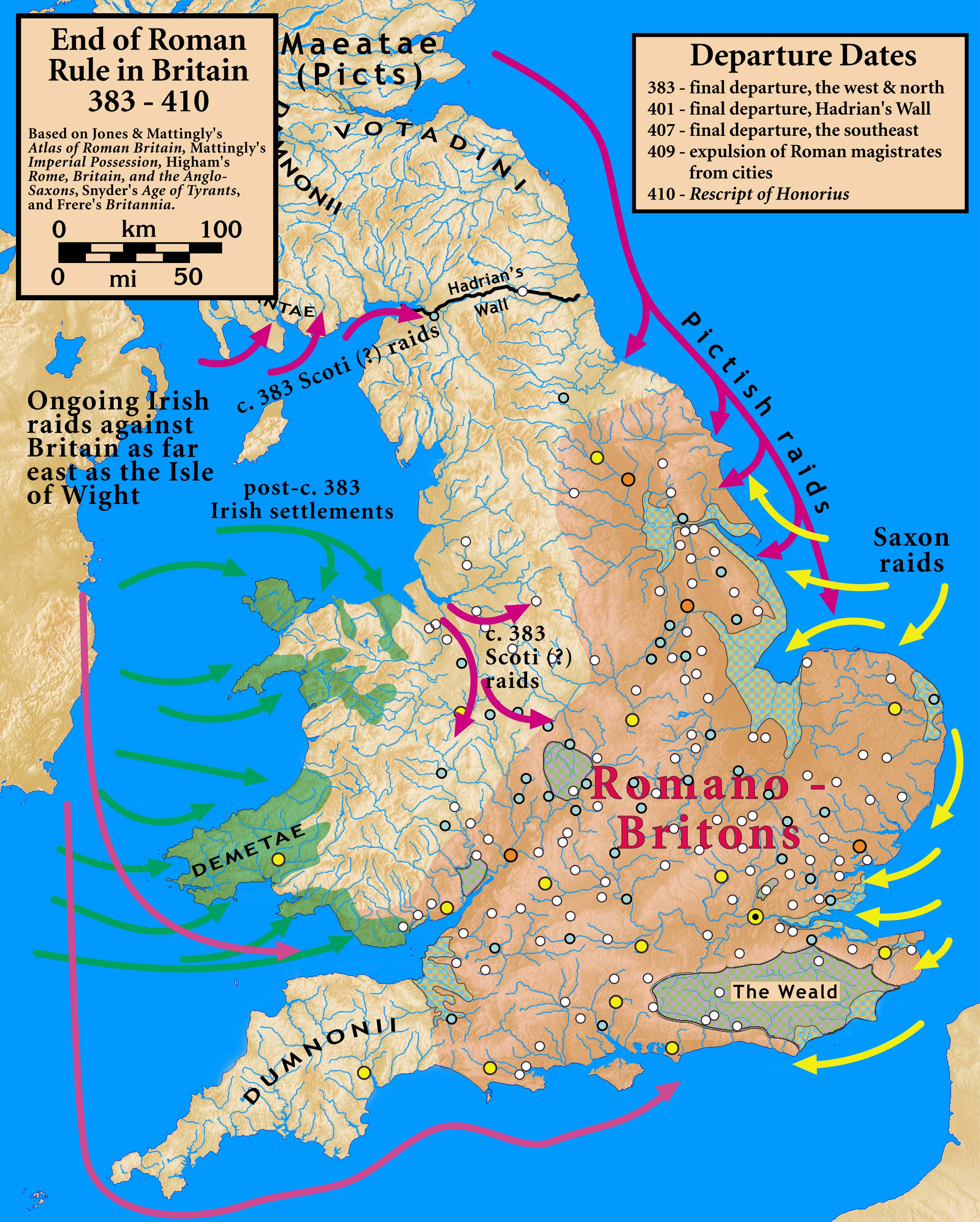
Британия в конце IV — начале V века

## Биография

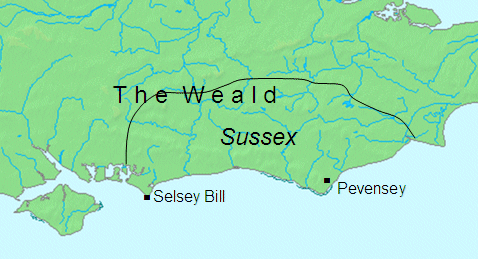
Карта владений, которыми предположительно правил Элла в Юго-восточной Англии